# Amathusia lieftincki
Amathusia lieftincki is een vlinder uit de familie Nymphalidae. De wetenschappelijke naam van de soort is voor het eerst geldig gepubliceerd in 1951 door Lambertus Johannes Toxopeus.